# Ауэр, Ганс Вильгельм
Ганс Вильге́льм А́уэр (нем. Hans Wilhelm Auer; 16 апреля1847, Веденсвиль — 30 августа 1906}}, Констанц) — швейцарско-австрийский архитектор периода историзма, теоретик архитектуры и педагог.

## Биография
Ганс Ауэр родился в семье коммерсанта; его родителями были торговец Иоганнес Ауэр из Зеннвальда и Эмма Элиза Ауэр (урожденная Хенкинг), дочь фабриканта шёлка и химикатов Генриха Хенкинга из Гейдельберга. Ганс Вильгельм был старшим сыном и провёл детство в Цюрихе. Учился в Цюрихском политехническом институте. Среди его лекторов были Вильгельм Любке и Готфрид Кинкель, но наибольшее влияние оказал Готфрид Земпер.
После окончания учёбы Ауэр несколько месяцев проработал в городском строительном управлении Шаффхаузена. В октябре 1869 года он переехал в Вену и поступил в Академию изобразительных искусств. Он решил пройти дальнейшее обучение у архитектора Теофила фон Хансена. При этом он сознательно отказался от обучения у Фридриха фон Шмидта, чей неоготический архитектурный стиль студенты Земпера считали устаревшим.
Вскоре после того, как Ауэр возобновил учёбу, Хансен получил заказ от императора Франца Иосифа I на проектирование нескольких зданий, в том числе здания Венского парламента. Ауэр присоединился к студии Хансена в качестве сотрудника весной 1870 года, всего через один учебный семестр. Кроме того, он написал несколько статей от имени историка искусства Карла фон Лютцова о представительных зданиях, строящихся на венской Рингштрассе, в том числе построенных другими архитекторами. В 1874 году Хансен поручил Ауэру руководство строительством здания парламента, а также назначил его помощником преподавателя. Он выполнял эти задачи в течение следующих девяти лет. В 1877 году Ауэр получил Золотой крест за заслуги с короной, а в 1884 году — орден Франца-Иосифа.
Поскольку при назначении преемника Теофила фон Хансена на должность профессора архитектуры предпочтение отдавалось более опытному Карлу фон Хазенауэру, Ауэру приходилось принимать участие в большем количестве архитектурных конкурсов, тем более что у него ещё не было собственной постройки, которую можно было бы предъявить. Вначале его проекты не получали одобрения, как например проект Музейного острова в Берлине.
В 1885 году Ауэр занял второе место после Альфреда Фридриха Блюнчли в конкурсе на расширение Федерального дворца в Берне, места заседания руководящих органов страны — Федерального собрания и Федерального совета. Ауэр предложил симметричный комплекс зданий, ориентированный на композицию Капитолия в Вашингтоне. Жюри раскритиковало симметрию как функционально непонятную и, особенно, «ненужный купол». Однако в 1887 году парламент проигнорировал это решение и заключил с Ауэром контракт на строительство.
С 1885 по 1888 год Ауэр работал профессором Государственного торгового училища в Вене. В 1887 году он открыл собственное проектное бюро и сделал удачную карьеру практикующего архитектора, педагога и теоретика. В 1886—1887 годах по его планам было построено его первое здание — санаторий Фюрт в Вене-Йозефштадте. Ауэр также проектировал несколько зданий для почты и железных дорог, в том числе железнодорожный вокзал Люцерна.
Ганс Вильгельм Ауэр был членом Академического художественного комитета кантона Берн и Бернского художественного общества, был членом правления Бернского городского театра, а с 1890 года — профессором истории искусств Бернского университета. В 1891 году он был избран Федеральным советом в Федеральную художественную комиссию, членом которой он был до 1898 года, последние два года в должности президента.
С 1894 года Ауэр был в основном занят строительством здания парламента, центральной части Федерального дворца. Намерением Ауэра было создать символический национальный памятник. Он ввёл почти исключительное использование швейцарских строительных материалов и обязал выбранных им художников придерживаться иконографической программы. После восьми лет строительства основные работы Ауэра были завершены. За заслуги Базельский университет удостоил его звания почётного доктора, а город Берн присвоил ему звание почетного гражданина.
После завершения строительства Федерального дворца Ауэр страдал от тяжёлой депрессии. Одной из причин этого может быть то, что несколько помпезный неоренессансный стиль здания парламента стали считать устаревшим, и ему приходилось терпеть серьёзную критику. Помимо строительства пристройки к своему дому в Берне и участия в конкурсе на Дворец мира в Гааге, Ауэр больше не нашёл в себе сил на дальнейшие проекты. В апреле 1906 года его поместили в санаторий в Констанце, где он умер четыре месяца спустя в возрасте пятидесяти девяти лет. Его дочь Грета Ауэр (1871—1940) стала известной писательницей.

## Теория архитектуры
Ганс Вильгельм Ауэр исповедовал теорию «архитектурного реализма» — архитектурных композиций, непосредственно отражающих работу строительных конструкций и свойств строительных материалов. Архитектурный реализм позволил поколению Ауэра отказаться от рабского подражания историческим формам и стилям прошлого и ускорил формирование рациональных взглядов на конструктивные и стилевые инновации. Уникальный вклад Ауэра как теоретика архитектуры заключался в расширении понятия архитектурного пространства (1883) — достижение, которое обычно приписывается историку искусства Августу Шмарзову (1893). В этом аспекте архитектурный реализм следовал эстетике и теории происхождения разных видов искусства, разработанных Г. Земпером, для которого главная цель искусства определяется «способом воспроизведения реального объекта». Источником всякого художественного стиля, как позднее доказывал Август Шмарзов, является оригинальная «пространственная концепция» как конкретный способ познания и отражения свойств пространства и времени. «В каждую историческую эпоху эта концепция одинакова для изобразительного искусства, музыки, литературы, театра и научного творчества».
То, что ныне считается архитектурной теорией «высокого модернизма», было создано следующим поколением (в основном родившимся в последней четверти XIX века), хотя «многие из её концептуальных основ были уловлены архитектурными реалистами 1880-х годов».

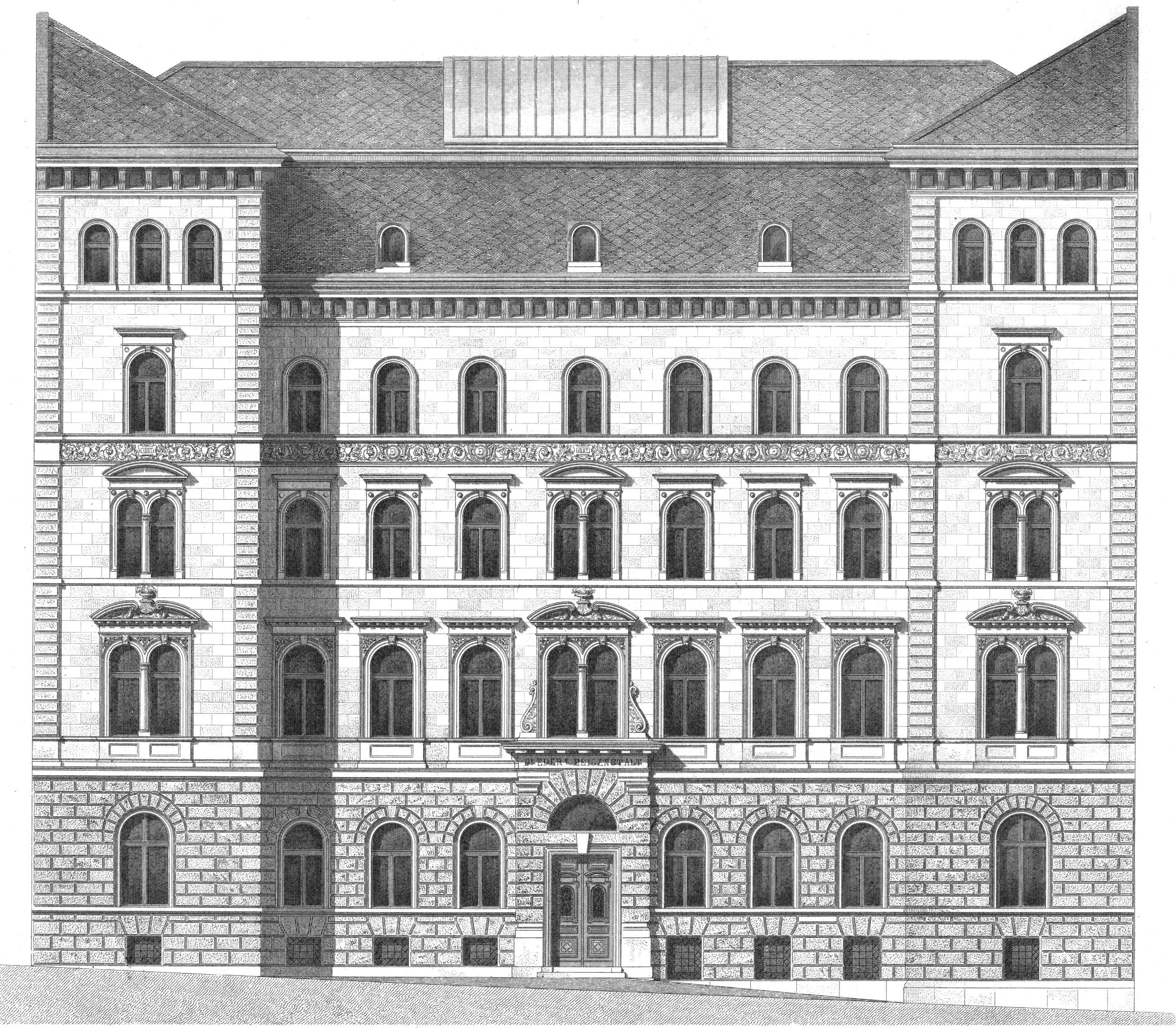
Санаторий Фюрт. Вена-Йозефштадт. Проект фасада. 1886—1887
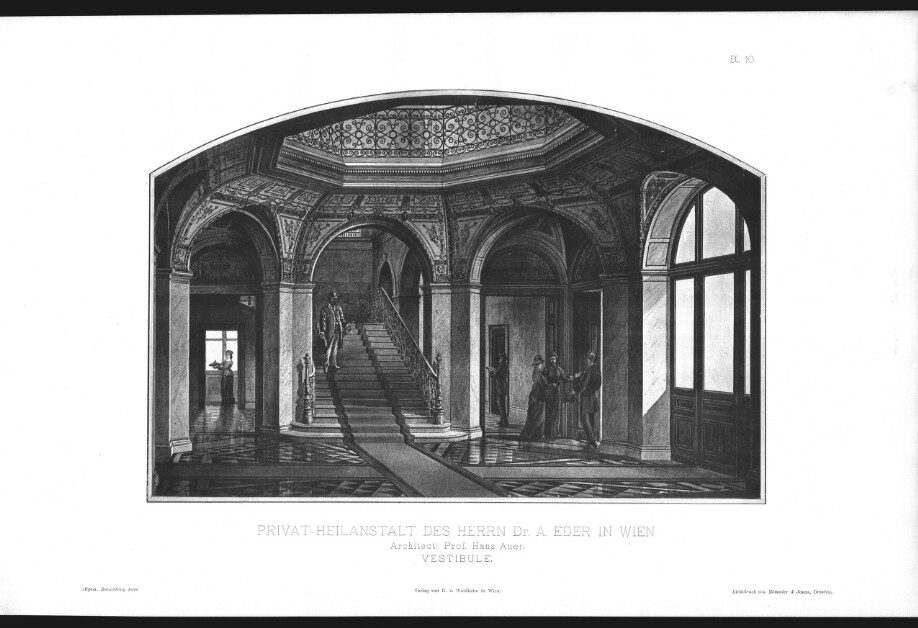
Вестибюль санатория
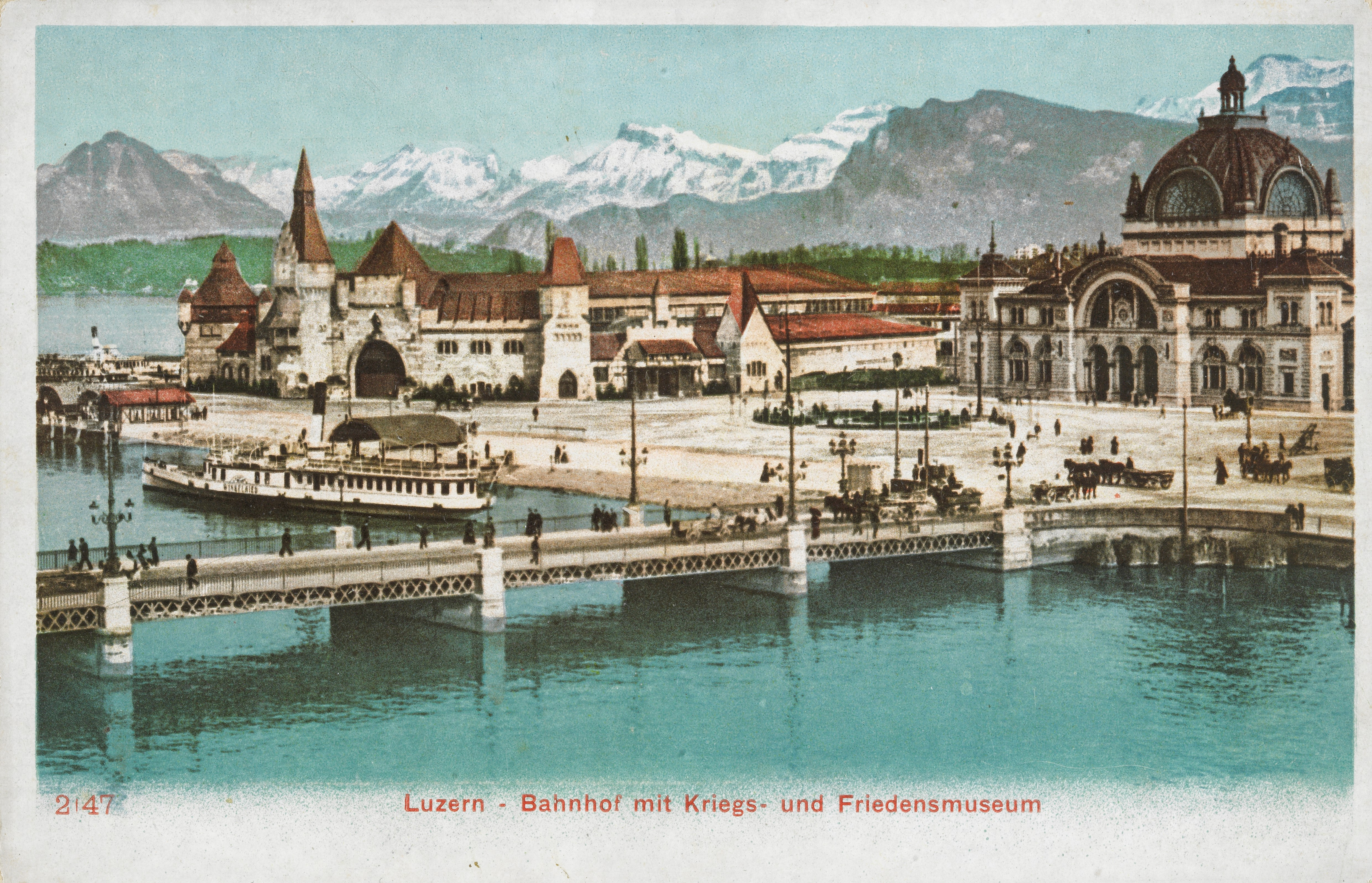
Люцерн, Швейцария. Железнодорожный вокзал с Музеем войны и мира. 1856. Раскрашенная архивная фотография
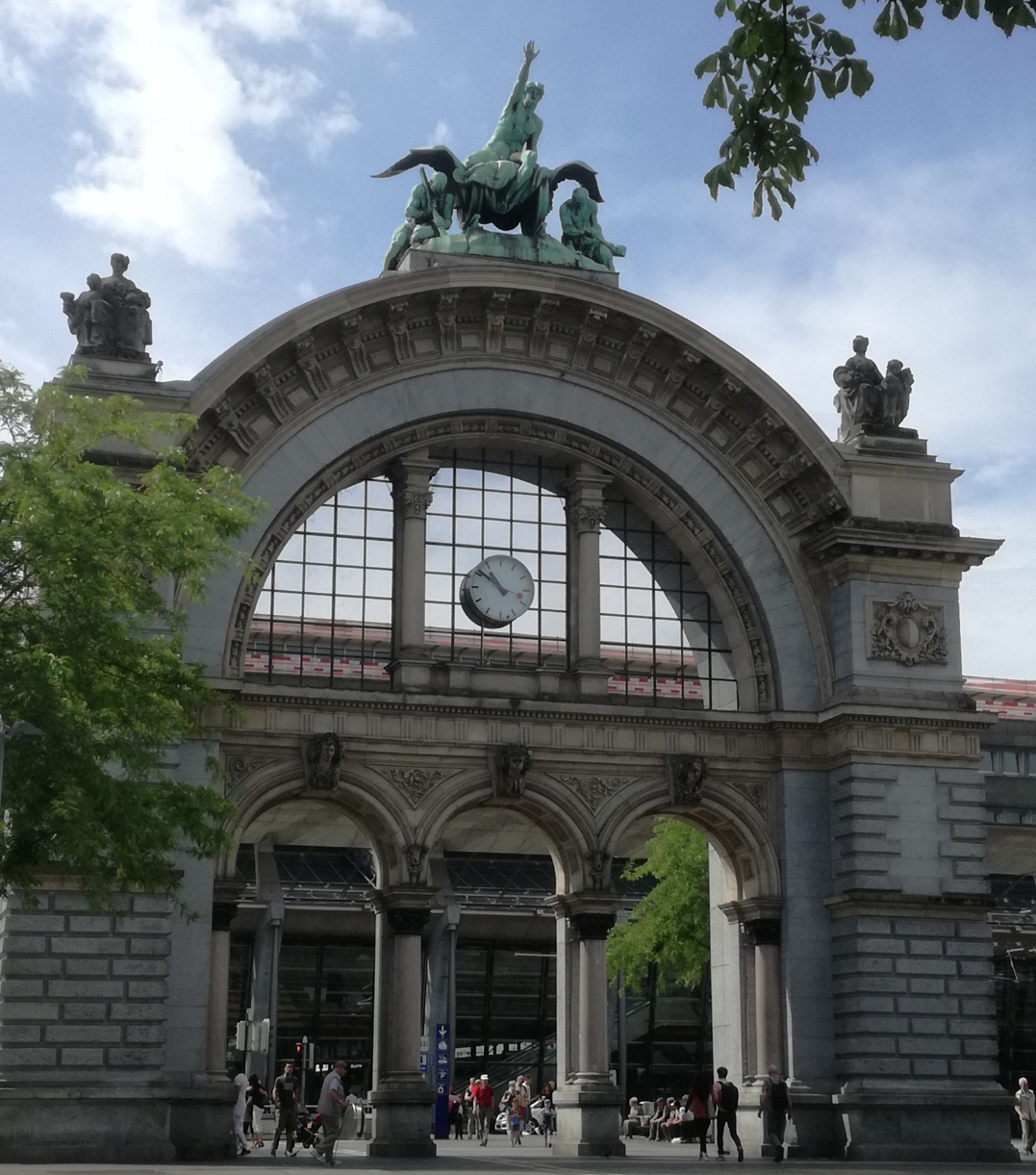
Вход в здание старого вокзала. Фотография 2018 г.
Интерьер кассового зала
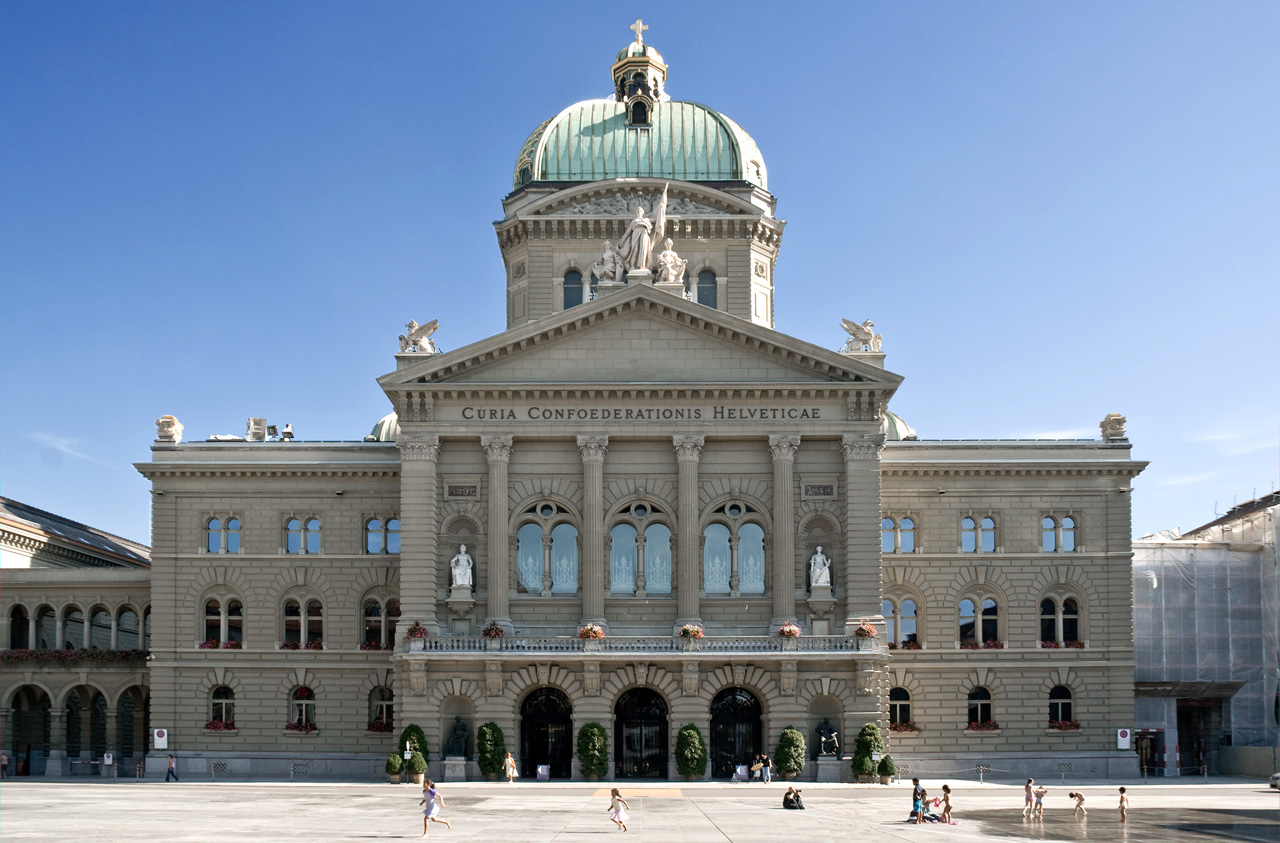
Здание Федерального дворца (Bundeshaus). Берн, Швейцария. 1902
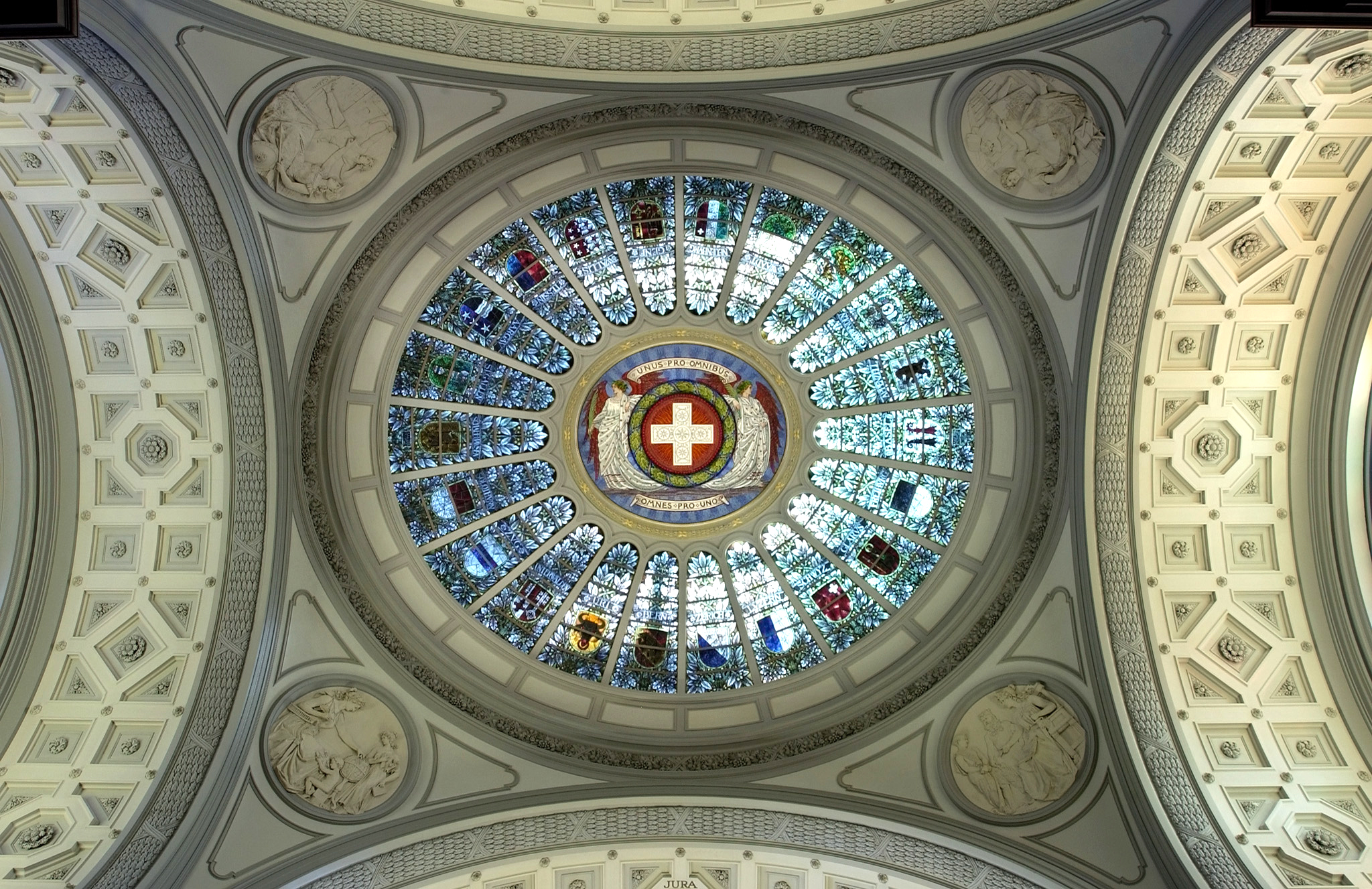
Мозаика купола дворца
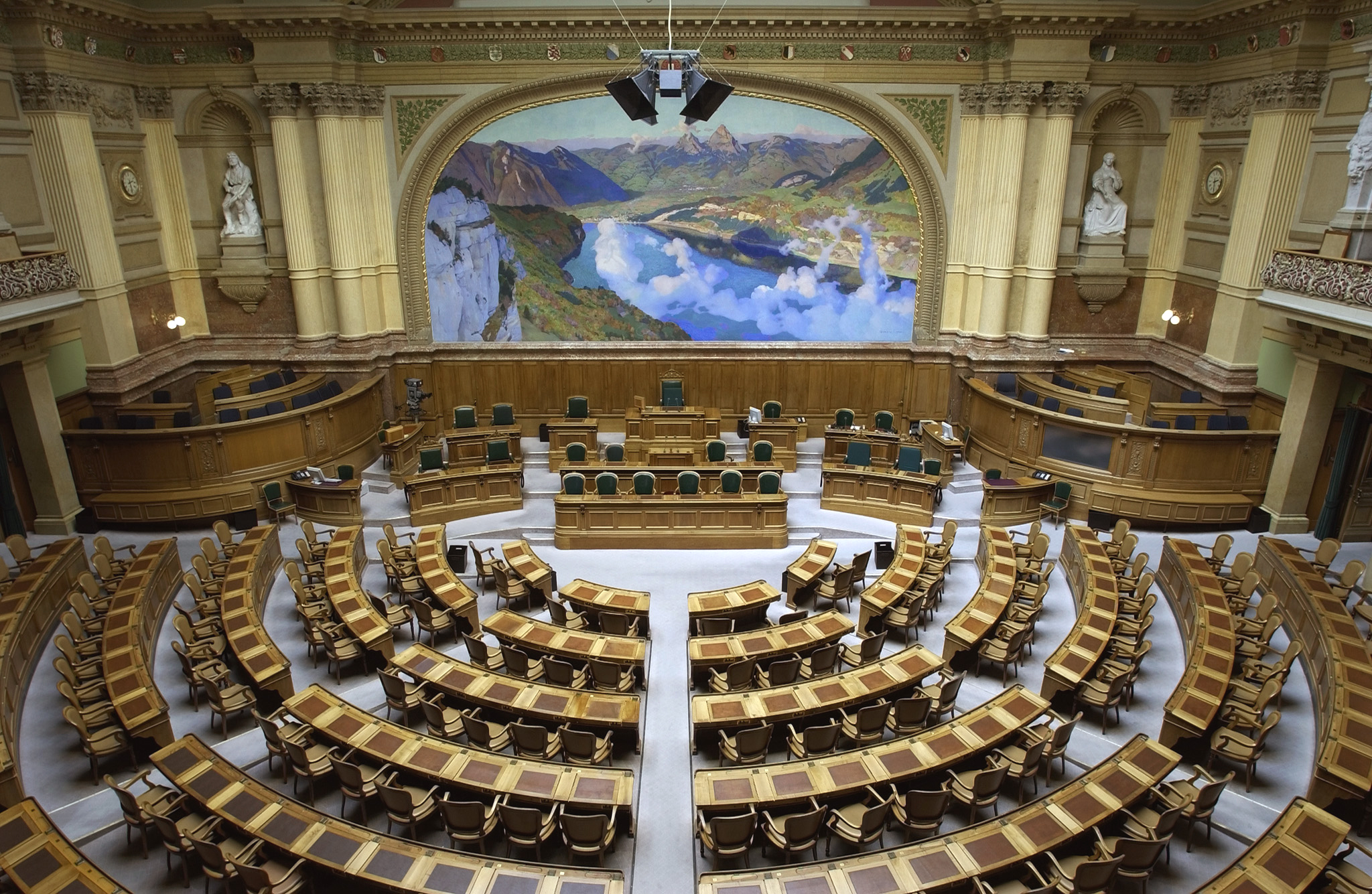
Зал заседаний Национального совета